# 莱昂纳多·莱加斯皮
莱昂纳多·萨莫拉·莱加斯皮（英語：Leonardo Zamora Legaspi，1935年11月25日—2014年8月8日），是菲律宾天主教主教团主席，圣多默大学第一任校长、天主教卡塞雷斯总教区大主教。